# Эйсагирре, Агустин
Агустин Мануэль де Эйсагирре-и-Арекавала (исп. Agustín Manuel de Eyzaguirre y Arechavala, 3 мая 1768 — 19 июля 1837) — южноамериканский политический деятель, временный президент Чили (1826—1827).

## Биография
Родился в 1768 году в Сантьяго; его родителями были Доминго Эйсагирре-и-Эскутасоло и Мария Роза де Арекавала-и-Алдай. В 1789 году он окончил Королевский университет Св. Филиппа, где изучал право и теологию. Изначально он хотел выбрать духовную карьеру, но потом изменил своё решение, и стал управлять семейным имением в Калера-де-Танго. В 1810 году был избран в городское самоуправление Сантьяго, и в этой должности встретил Чилийскую революцию. В 1812 году был избран в первый состав конгресса. Когда в 1813 году глава Правящей хунты Хосе Мигель Каррера возглавил войска, отправившиеся воевать против испанцев, пытающихся восстановить свою власть над восставшими колониями, сенат в марте 1813 года избрал новую Правящую хунту, в состав которой попал и Агустин Эйсагирре. После того, как в октябре 1814 года испанцы восстановили контроль над Чили, он вместе с другими патриотами оказался в заключении на островах Хуан-Фернандес, а его имущество было конфисковано.
Агустин Эйсагирре получил свободу вместе с прочими заключёнными в 1817 году, когда Хосе де Сан-Мартин окончательно изгнал испанские войска из Чили. Он стал вести частную жизнь и занялся коммерцией; в частности, он организовал «Калькуттскую компанию», занявшуюся прямой торговлей между Чили и Азией. После того, как в 1823 году Верховный правитель Бернардо О’Хиггинс был вынужден уйти в отставку, он вошёл в состав новой Правящей хунты, которая управляла страной в течение месяца, пока новым Верховным правителем не стал Рамон Фрейре.
В июле 1826 года первым президентом Чили был избран Мануэль Бланко Энкалада, а Агустин Эйсагирре стал при нём вице-президентом. Так как из-за разногласий с Конгрессом по поводу федерального устройства страны президент через два месяца подал в отставку, то вице-президент, в соответствии с действующим законодательством, стал исполнять обязанности президента страны.
Агустин Эйсагирре оказался во главе страны, у которой была пустая казна, а из-за паралича административной системы не было никакой возможности собрать налоги. Что было ещё хуже, так это то, что нечем было платить жалование армии. Сразу после прихода к власти ему пришлось иметь дело с мятежом на острове Чилоэ, который пытался вернуться под власть Испании. Мятеж был подавлен железной рукой, а 20 человек было казнено. Тем временем продолжались трения с Конгрессом по поводу федерального устройства страны, вынудившие подать в отставку первого президента. Большим скандалом стало банкротство табачной монополии «Portales, Cea y Cía», отвечавшей за обслуживание внешнего долга страны.
В январе 1827 года полковник Энрике Кампино из столичного гарнизона при поддержке радикальных федералистов поднял мятеж, и арестовал ряд министров-консерваторов. Хотя с мятежом удалось справиться, Агустин Эйсагирре решил, что с него хватит, и 25 января 1827 года подал в Конгресс заявление об отставке с поста президента страны.